# Hebrejski alfabet
Hebrejski alfabet se sastoji od 22 slova i koristi se za pisanje hebrejskog, jidiša i židovskog arapskog. 
Hebrejski alfabet se piše s desna na lijevo. Posuđen je od Feničana a kasnije je razvijen u poseban sustav pisanja u 8. stoljeću pr. Kr.
Hebrejski sustav pisanja je konsonantno pismo (Abjad), tj. pismo koje koristi samo suglasnike. Samoglasnici se označavaju kao točke ispod ili na slovima, tzv. nikud, a upotrebljava se kada je izgovor dvojben, ili tijekom učenja čitanja za djecu i odrasle. Ove točke označavaju samoglasnike koji dolaze poslije suglasnika, pod kojima su napisane točke. Izutetak je nikud koji se nastavlja na slovo vav (ו), kada jedna točka lijevo od (וּ) stavlja do znanja da izgovor sliči "u" i da ne zvuči kao neki suglasnik, dok točka iznad (וֹ) govori da se izgovara kao  "o" i da ne zvuči kao neki suglasnik. Pošto neke riječi započinju sa samoglasnicima ili imaju duple samoglasnike, postoje dva slova koja ne ne izgovaraju; Alef (א) i Ajin (ע). Oni se mogu izgovarati kao bilo koji suglasnik uz pomoć nikuda, što daje mogućnost pisanja riječi koja ili počinje sa samoglasnikom ili ima duple samoglasnike. Primjer je riječ עיר (s nikud עִיר), što znači "grad" a izgovara se otprilike kao "ir". Prvo slovo riječi, Ajin, je bezzvučno ali se pretvara u i-zvuk uz pomoć točke hiriq. 
Hebrejski alfabet je prikazan u tablici ispod. Zadnja slova su inačice koja se koriste kada je slova na kraju riječi. Ona vode podrijetlo još iz vremena kada se pismo pisalo na pergamentu, koji je bio skup, i riječi su se pisale bez razmaka. U tom slučaju bilo je dvojbeno za neka slova jesu li na kraju riječi. Inačica zadnjeg slova se koristila da bi se to naglasilo, a koriste se i danas u modernom hebrejskom.
| Ime            | Alef  | Bet | Gimel | Dalet | He   | Vav | Zajin | Het | Tet | Jod | Kaf |
| Normalno slovo | א     | ב   | ג     | ד     | ה    | ו   | ז     | ח   | ט   | י   | כ   |
| Zadnje slovo   |       |     |       |       |      |     |       |     |     |     | ך   |
| Ime            | Lamed | Mem | Nun   | Sameh | Ajin | Pe  | Cade  | Kof | Reš | Šin | Tav |
| Normalno slovo | ל     | מ   | נ     | ס     | ע    | פ   | צ     | ק   | ר   | ש   | ת   |
| Zadnje slovo   |       | ם   | ן     |       |      | ף   | ץ     |     |     |     |     |